# Giải đua ô tô Công thức 1 Nhật Bản 2007

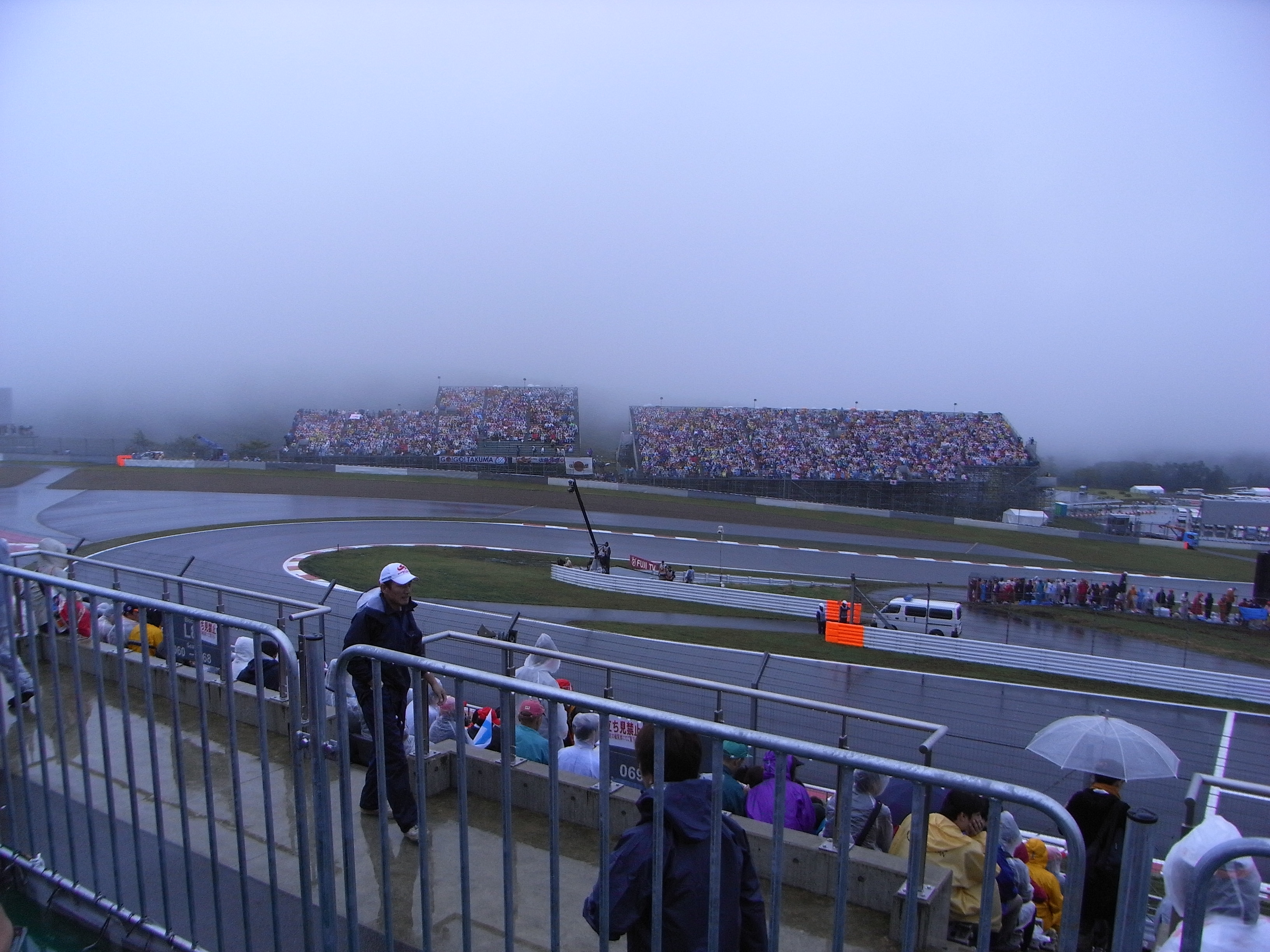
Giải đua ô tô Công thức 1 Nhật Bản 2007

Giải đua ô tô Công thức 1 Nhật Bản năm 2007 là chặng đua thứ mười lăm của giải vô địch thế giới Công thức 1 năm 2007. Giải được tổ chức vào ngày 30 tháng 9 năm 2007.

## Xếp hạng chi tiết
| STT | Số xe | Tay đua              | Đội đua            | Số vòng | Thời gian          | Xuất phát | Điểm |
| --- | ----- | -------------------- | ------------------ | ------- | ------------------ | --------- | ---- |
| 1   | 2     | Lewis Hamilton       | McLaren-Mercedes   | 67      | 2:00:34.579        | 1         | 10   |
| 2   | 4     | Heikki Kovalainen    | Renault            | 67      | +8.377 giây        | 11        | 8    |
| 3   | 6     | Kimi Räikkönen       | Ferrari            | 67      | +9.478 giây        | 3         | 6    |
| 4   | 14    | David Coulthard      | Red Bull-Renault   | 67      | +20.297 giây       | 12        | 5    |
| 5   | 3     | Giancarlo Fisichella | Renault            | 67      | +38.864 giây       | 10        | 4    |
| 6   | 5     | Felipe Massa         | Ferrari            | 67      | +49.042 giây       | 4         | 3    |
| 7   | 10    | Robert Kubica        | BMW Sauber         | 67      | +49.285 giây       | 9         | 2    |
| 8   | 20    | Adrian Sutil         | Spyker-Ferrari     | 67      | +60.129 giây       | 20        | 1    |
| 9   | 18    | Vitantonio Liuzzi    | Toro Rosso-Ferrari | 67      | +80.622 giây       | 14        |      |
| 10  | 8     | Rubens Barrichello   | Honda              | 67      | +88.342 giây       | 17        |      |
| 11  | 7     | Jenson Button        | Honda              | 67      | Ngưng              | 6         |      |
| 12  | 21    | Sakon Yamamoto       | Spyker-Ferrari     | 66      | +1 vòng            | 22        |      |
| 13  | 12    | Jarno Trulli         | Toyota             | 66      | +1 vòng            | 13        |      |
| 14  | 9     | Nick Heidfeld        | BMW Sauber         | 65      | Kỹ thuật           | 5         |      |
| 15  | 22    | Takuma Sato          | Super Aguri-Honda  | 65      | Va chạm            | 21        |      |
| Ret | 11    | Ralf Schumacher      | Toyota             | 55      | Thủng lốp          | 15        |      |
| Ret | 23    | Anthony Davidson     | Super Aguri-Honda  | 54      | Cảm biến lưu dẫn   | 19        |      |
| Ret | 16    | Nico Rosberg         | Williams-Toyota    | 49      | Điện               | 16        |      |
| Ret | 19    | Sebastian Vettel     | Toro Rosso-Ferrari | 46      | Phá hủy do va chạm | 8         |      |
| Ret | 15    | Mark Webber          | Red Bull-Renault   | 45      | Va chạm            | 7         |      |
| Ret | 1     | Fernando Alonso      | McLaren-Mercedes   | 41      | Tai nạn            | 2         |      |
| Ret | 17    | Alexander Wurz       | Williams-Toyota    | 19      | Va chạm            | 18        |      |

- Vitantonio Liuzzi bị phạt 25 giây do chạy vượt dưới cờ vàng[1].